# 松連寺
松連寺（しょうれんじ）は、岡山県高梁市にある真言宗御室派の寺院。山号は東向山。本尊は大日如来。

## 概要
備中松山城主三村元親が備中兵乱に敗れ、自害した寺として知られている。現在の寺は明暦3年（1657年）水谷勝隆により市内奥万田から移築された建物である。